# Jenni Wahlberg
Jenni Wahlberg (...) è un'ex giocatrice di football americano e allenatrice di football americano finlandese, che ha giocato come quarterback.

## Palmarès
- 1 Europeo (2015)
- 10 Naisten Vaahteraliiga (Helsinki Lady Demons, 2008, 2009, 2010, 2013, 2014, 2015; Helsinki Wolverines, 2017, 2018, 2019, 2020)